# Bulbophyllum undecifilum
Bulbophyllum undecifilum är en orkidéart som beskrevs av Johannes Jacobus Smith. Bulbophyllum undecifilum ingår i släktet Bulbophyllum och familjen orkidéer. Inga underarter finns listade i Catalogue of Life.